# Лиственничная (приток Пёзы)
Лиственничная — река в Мезенском районе Архангельской области России. Правый приток Пёзы.
Длина реки составляет 18 км. Вытекает из западного конца Нижнего Лиственничного озера. Течёт на юго-запад (в нижней части — на юг) по незаселённой лесной болотистой местности, протекая через несколько малых озёр. Впадает в Пёзу по правому берегу в 247 км от её устья, в 20 км западнее (ниже) деревни Елкино.

## Данные водного реестра
По данным государственного водного реестра России относится к Двинско-Печорскому бассейновому округу, водохозяйственный участок реки — Мезень от водомерного поста деревни Малонисогорская и до устья. Речной бассейн реки — Мезень.
Код объекта в государственном водном реестре — 03030000212103000049507.